# Baetis macrospinosus
Baetis macrospinosus is een haft uit de familie Baetidae. De wetenschappelijke naam van de soort is voor het eerst geldig gepubliceerd in 1985 door Koch.
De soort komt voor in het Palearctisch gebied.